# Slipstream (película de 2007)
Slipstream es una película de ciencia ficción de 2007 escrita, dirigida y protagonizada por Anthony Hopkins. Explora la experiencia de un hombre que se ve atrapado en el tiempo donde recuerda su propio futuro. La película fue estrenada en el Festival de cine de Sundance de 2007. 

## Argumento
El veterano guionista Felix Bonhoeffer (Hopkins) ha vivido su vida en dos estados de existencia: el mundo real y su mundo mental. Cuando los personajes de su último trabajo invaden su realidad, confundiéndose con la ficción, Felix comienza a perder su débil equilibrio mental en un universo donde la realidad y la fantasía se diluyen en un torbellino de ideas y referencias.

## Reparto
- Anthony Hopkins - Felix Bonhoeffer
- Stella Arroyave - Gina, la esposa.[2]
- Christian Slater - Ray / Matt Dodds / Patrolman #2
- John Turturro - Harvey Brickman
- Camryn Manheim - Barbara
- Jeffrey Tambor - Geek / Jeffrey / Dr. Geekman
- S. Epatha Merkerson - Bonnie
- Fionnula Flanagan - Bette Lustig
- Christopher Lawford - Lars
- Michael Clarke Duncan - Mort / Phil
- Lisa Pepper - Tracy
- Kevin McCarthy - Kevin McCarthy
- Gavin Grazer - Gavin
- Aaron Tucker - Chauffeur / Aaron
- Lana Antonova - Lily
- Jana Thompson